# Programm 973
Das Nationale Programm zur Förderung wichtiger Grundlagenforschung (chinesisch 國家重點基礎研究發展計劃 / 国家重点基础研究发展计划, Pinyin Guójiā Zhòngdiǎn Jīchǔ Yánjiū Fāzhăn Jìhuà) war ein am 4. Juni 1997 bei der 3. Sitzung der Nationalen Führungsgruppe für Wissenschaft und Technologie beschlossenes, daher meist „973计划“ bzw. „Programm 973“ genanntes Förderprogramm des Ministeriums für Wissenschaft und Technologie der Volksrepublik China. Mit dem Beginn des 13. Fünfjahresplans (2016–2020) wurde das Programm zum 16. Februar 2016 beendet und durch das Nationale Programm für Schwerpunktforschung und -entwicklung ersetzt.

## Geschichte
Unter dem Eindruck der amerikanischen Strategic Defense Initiative und ähnlicher Programme in West- und Osteuropa hatte die chinesische Regierung im März 1986 das nach diesem Datum benannte „Programm 863“ zur Förderung von Hochtechnologie aufgelegt, bereits im Februar 1986 war die Nationale Stiftung für Naturwissenschaften zur Förderung von Grundlagenforschung gegründet worden. Im Laufe der Jahre stellte sich heraus, dass zwischen Technik und reiner Wissenschaft eine Lücke bestand – es mangelte an kurzfristig anwendbarer Grundlagenforschung. Von Wissenschaftlern (nicht Ingenieuren) wurde daher vorgeschlagen, ein zusätzliches Förderprogramm aufzulegen, aus dem die Bearbeitung wissenschaftlicher Probleme auf Feldern von nationaler strategischer Bedeutung finanziert werden sollte.
Der Ansprechpartner hierbei war die am 18. März 1996 als gemeinsame Einrichtung des Staatsrats der Volksrepublik China und des Zentralkomitees der Kommunistischen Partei Chinas gegründete und von Premierminister Li Peng geleitete Nationale Führungsgruppe für Wissenschaft und Technologie (国家科技领导小组). Am 4. Juni 1997 billigte dieses Gremium, in dem neben Li Peng als seine Stellvertreter auch Wen Jiabao vom Politbüro der KPCh und Song Jian, der Leiter der damaligen Staatskommission für Wissenschaft und Technologie, vertreten waren, den Vorschlag der Wissenschaftler und beschloss das „Nationale Programm zur Förderung wichtiger Grundlagenforschung“. Die Ausarbeitung der Details wurde der Staatskommission für Wissenschaft und Technologie übertragen, die die strategisch wichtigen Förderfelder identifizierte:
- Landwirtschaft
- Energie
- Informationstechnik
- Ressourcen und Umwelt
- Bevölkerung und Gesundheit
- Materialforschung
- Wichtige Wissenschaft (für speziell ausgewählte Projekte)

Der eigentliche Start des Programms 973 erfolgte erst im Jahr 1998, nachdem die Staatskommission für Wissenschaft und Technologie im Rahmen einer vom Nationalen Volkskongress am 10. März 1998 beschlossenen Kabinettsreform zum Ministerium hochgestuft worden war.
Die Umsetzung oblag der ersten Wissenschaftsministerin Zhu Lilan, einer auf Makromoleküle spezialisierten Chemikerin, die Fördergelder wurden vom Finanzministerium der Volksrepublik China zur Verfügung gestellt. Bei den geförderten Projekten wurde das sogenannte „2+3“-System angewendet. Das heißt, nach zwei Jahren wurde ein Projekt von einer Expertenkommission für das jeweilige Fachgebiet bewertet und dann entschieden, wie in den folgenden drei Jahren weiter verfahren werden sollte. Dies hatte auch mit dem Beginn des 10. Fünfjahresplans Anfang 2001 zu tun, wurde dann aber weiter beibehalten.
Die maximale Förderdauer betrug fünf Jahre.

## Projekte
Von 1998 bis 2000, also noch während des 9. Fünfjahresplans, wurden 132 Projekte mit insgesamt 2,5 Milliarden Yuan gefördert, darunter 17 aus dem Fachbereich Landwirtschaft, 15 aus dem Fachbereich Energie, 17 aus dem Fachbereich Informationstechnik, 24 aus dem Fachbereich Ressourcen und Umwelt, 21 aus dem Fachbereich Bevölkerung und Gesundheit, 19 aus dem Fachbereich Materialforschung und 19 aus dem Förderbereich Wichtige Wissenschaft.
Hier einige während des 10. Fünfjahresplans (2001–2005) geförderte Projekte und Themenbereiche:

### Landwirtschaft
- Funktionelle Genomik bei landwirtschaftlich genutzten Tieren und Pflanzen
- Nutzung von Hybriden zur effizienteren Nutzung von landwirtschaftlichen Ressourcen
- Effizienzsteigerung bei Photosynthese, Stickstofffixierung sowie Wasser- und Nährstoffnutzung der Pflanzen
- Eindämmung von Verlusten durch Krankheiten und Schädlinge unter Bewahrung von Biodiversität
- Biopestizide und grüne Pestizide
- Sicherheit transgener Organismen
- Biologische Invasion
- Tierseuchenschutz
- Einfluss der für Westchina typischen Bewaldung auf das landwirtschaftliche Ökosystem

### Energie
- Kohlevergasung und Kohleverflüssigung
- Kraft-Wärme-Kopplung
- Vermeidung von Grubengas-Unglücken
- Effiziente Untertagevergasung
- Erhöhung der Gewinnungsrate bei der Erdölförderung
- Erzeugung, Speicherung und Transport von Wasserstoff
- Erzeugung von Wasserstoff mittels Sonnenenergie
- Fusionsenergie
- Akkumulatoren
- Solarzellen

### Informationstechnik
- IPv6
- Quanteninformatik

### Ressourcen und Umwelt
- Eutrophierung der großen Süßwasserseen
- Rote Flut in den Küstengewässern
- Eindämmung der Umweltverschmutzung durch Altlasten in den ehemaligen Industriegebieten der Mandschurei

### Bevölkerung und Gesundheit
- Gentherapie
- Transplantation
- Fehlbildungen
- Chinesische Pflanzenheilkunde

### Materialforschung
- Nanomaterialien
- Supraleiter
- Metalle der Seltenen Erden
- Katalysatoren
- Computergestützte Materialwissenschaft

### Wichtige Wissenschaft
- Kognitionswissenschaft
- Nichtlineare Systeme
- Ultrakurzpulslaser
- Nichtcodierende Ribonukleinsäure
- Biomembranen und Membranproteine
- Astrophysik
- Paläontologie
- Kontinentale Tiefbohrung

Während des 11. Fünfjahresplans nahm die Zahl der geförderten Projekte weiter zu.
Bis Oktober 2008, also in den ersten zehn Jahren des Programms hatte das Finanzministerium insgesamt 8,2 Milliarden Yuan an Fördergeldern ausgeschüttet.

## Abwicklung
Seit dem Beginn der Forschungs- und Hochtechnologieförderung im Jahr 1986 waren von diversen Behörden immer mehr Programme aufgelegt worden; im Jahr 2014 gab es mehr als 100 Förderprogramme, bei denen vom Finanzministerium der Volksrepublik China zur Verfügung gestellte Gelder verteilt wurden. Dies führte zwangsläufig zu Doppelstrukturen, so wurden zum Beispiel Projekte zur Untertagevergasung ab 2006 nicht nur aus dem Programm 973, sondern auch aus dem Fonds für Nationale wissenschaftlich-technische Großprojekte finanziert. Forscher verbrachten viel Zeit damit, bei mehreren Dienststellen Förderanträge zu stellen, was zu einer sinkenden Effizienz führte. Daher arbeitete man beim Ministerium für Wissenschaft und Technologie ab 2014 im Auftrag des Staatsrats an einer Reform der Wissenschaftsförderung, ab Januar 2015 unter der Leitung von Staatssekretär Hou Jianguo (侯建国, * 1959), Chemiker und bis zu seiner Berufung ins Ministerium Rektor der Chinesischen Universität für Wissenschaft und Technik.
Die mehr als 100 Fördermöglichkeiten wurden auf fünf reduziert: Nationale Stiftung für Naturwissenschaften (国家自然科学基金), Nationale wissenschaftlich-technische Großprojekte (国家科技重大专项), Technologische Innovationsprojekte (技术创新引导专项), Cluster und Talente (基地和人才专项), Nationales Programm für Schwerpunktforschung und -entwicklung (国家重点研发计划). In letzterem gingen unter anderem die Förderbereiche des Programms 973 auf, also Landwirtschaft, Energie etc., primär Projekte, deren Resultate breiten Bevölkerungsschichten zugutekamen. Die Umgestaltung der Wissenschaftsförderung war bis Ende 2016 abgeschlossen, das Programm 973 wurde bereits am 16. Februar 2016 mit dem Beginn des 13. Fünfjahresplans (2016–2020) beendet. Dies bedeutete jedoch nur, dass keine neuen Projekte genehmigt wurden. Die Finanzierung vor der Reform begonnener Projekte lief bis Ende 2019, also bis zum Ende der zugesagten Förderdauer weiter.